# Dilford C. Carter
Dilford Campbell Carter (* 1930 in Abilene, Texas) ist ein US-amerikanischer Mammaloge, insbesondere Fledermausforscher, wobei ihn vor allem die Bulldoggfledermäuse (Molossidae) interessieren.

## Leben
Nach seiner Schulzeit diente Carter als Scharfschütze im Koreakrieg. Anschließend studierte er an der Southern Methodist University, wo er den Bachelor of Science und den Master of Science erwarb. Ab 1956 absolvierte Carter ein Zoologiestudium an der Texas A&M University, wo er 1962 unter der Leitung von William B. Davis mit der Dissertation The systematic status of the bat Tadarida brasiliensis (Geoffroy) and its related mainland forms zum Ph.D. in Wildtierbiologie promoviert wurde. Von 1962 bis 1971 war er an der Fakultät der Texas A&M University tätig und Mitarbeiter der Texas Agricultural Experiment Station. Er war auch Kurator für Säugetiere an der Texas Cooperative Wildlife Collection. Während einer Amazonasexpedition in Peru lernte Carter 1964 seine aus Deutschland stammende spätere Ehefrau Sigrid Fischer kennen, die 18 Monate lang mit drei Freundinnen eine abenteuerliche Reise von Colorado nach Brasilien unternahm und darüber im Jahr 2016 ein Buch veröffentlichte. 1966 benannte er die Fledermausart Rhinophylla fischerae nach ihr. Von 1973 bis 1983 war Carter stellvertretender Dekan an der Graduate School und Professor an der Texas Tech University. Von 1976 bis 1984 war er Direktor des Verlags Texas Tech University Press und 1972 bis 1984 Herausgeber der Academic Publications. Von 1985 bis 1990 leitete er die PrinTech-Sammlung, eine Abteilung der Texas Tech University, die Fotos, Negative und Druckerzeugnisse für andere Campusabteilungen und -organisationen enthält. 
Carter spezialisierte sich auf das Sammeln von Fledermäusen und anderen Säugetieren in den amerikanischen Tropen. Er betrieb intensive Feldstudien, führte Studenten in die Feldbiologie ein und leitete mehrere Museumsexkursionen nach Mexiko. Während der Zeit an der Texas Tech University erhielt er Auslandstipendien der Smithsonian Institution für das Studium von Säugetieren in Kroatien und im Jahr 1978 gemeinsam mit seiner Doktorandin Patricia G. Dolan für die Recherchearbeit zu seiner Publikation Catalogue of Type Specimens of Neotropical Bats in Selected European Museums.
Carter war neben Robert J. Baker und J. Knox Jones, Jr. Herausgeber der dreiteiligen Reihe Biology of Bats of the New World Family Phyllostomatidae, die 1976, 1977 und 1979 veröffentlicht wurde. Er beschrieb mehrere neue Fledermaustaxa, darunter Platyrrhinus nigellus (Gardner und Carter, 1972), Platyrrhinus brachycephalus (Rouk und Carter, 1972) sowie Lophostoma silvicolum occidentalis ((Davis und Carter, 1978), heute ein Synonym für Lophostoma silvicolum laephotis (O. Thomas, 1910)), Lophostoma silvicolum centralis (Davis und Carter, 1978) und Lophostoma evotis (Davis und Carter, 1978). 1990 schied Carter aus dem Universitätsdienst aus und war anschließend in privaten Wirtschaftsunternehmen in Lubbock tätig.

## Dedikationsnamen
Richard K. LaVal benannte im Jahr 1973 die Mausohrenart Myotis carteri zu Ehren von Carter.